# Jim Meddick
Pour les articles homonymes, voir Meddick.
Jim Meddick (né en août 1961) est un auteur de comic strip américain, créateur en 1985 de Robotman, renommé en 2001 Monty (en).

## Prix
- 2001 :  Prix Adamson du meilleur auteur international pour l'ensemble de son œuvre
- 2008 : Prix du comic strip de la National Cartoonists Society pour Monty